# Osttimoresisch-são-toméische Beziehungen
Die Staaten Osttimor und São Tomé und Príncipe unterhalten freundschaftliche Beziehungen.

## Geschichte
Osttimor und São Tomé und Príncipe sind beides ehemalige portugiesische Kolonien und Mitglieder der Gemeinschaft der Portugiesischsprachigen Länder (CPLP). Außerdem sind beide Länder Mitglied der g7+-Staaten, einer Organisation zur gegenseitigen Unterstützung und Erfahrungsaustausch von Ländern, die als politisch instabil gelten. Osttimor hat hier eine führende Rolle.
Während São Tomé und Príncipe nach der Nelkenrevolution in Portugal am 5. Juli 1975 in die Unabhängigkeit entlassen wurde, wurde die einseitige Ausrufung der Unabhängigkeit Osttimors durch die FRETILIN am 28. November 1975 von Portugal zunächst nicht anerkannt. São Tomé und Príncipe war eine von insgesamt nur zwölf Nationen, die Osttimor als Staat anerkannten. Wenige Tage später begann Indonesien mit der offenen Invasion Osttimors und hielt das Land 24 Jahre lang besetzt.
Seit der endgültigen Unabhängigkeit Osttimors im Jahre 2002 haben São Tomé und Príncipe und das südostasiatische Land freundschaftliche Beziehungen, vor allem im Rahmen der CPLP.
Der osttimoresische Parlamentspräsident Vicente da Silva Guterres versprach 2014 bei seinem Besuch eine Hilfe von fünf Millionen US-Dollar zur Umsetzung von Projekten des são-toméischen Parlaments. Einen Monat später besuchte Osttimors Premierminister Xanana Gusmão den afrikanischen Inselstaat und sicherte Unterstützung bei der Organisation der anstehenden Wahlen zu.
Der Innenminister Osttimors Longuinhos Monteiro brachte bei seinem Besuch in São Tomé und Príncipe Polizeiausrüstung mit. Themen der Gesprächsrunden waren die Zusammenarbeit in den Bereichen Grenzkontrolle, Polizei, Aufklärung und Katastrophenschutz.
2017 besuchte die osttimoresische Finanzministerin Santina Cardoso São Tomé und Príncipe in Begleitung des stellvertretenden Ministers für Staatsadministration Tomás Cabral und des Generalsekretärs der g7+, Hélder da Costa.

## Diplomatie
Weder Osttimor noch São Tomé und Príncipe haben Botschafter in das jeweils andere Land entsandt.

## Einreisebestimmungen
Für Osttimoresen gilt in São Tomé und Príncipe Visafreiheit.

## Wirtschaft
Für 2018 gibt das Statistische Amt Osttimors keine Handelsbeziehungen zwischen Osttimor und São Tomé und Príncipe an.